# My Dawg
My Dawg è il singolo di debutto del rapper statunitense Lil Baby, pubblicato il 12 luglio 2017 

## Tracce
1. My Dawg – 3:35